# Hägerstens torg

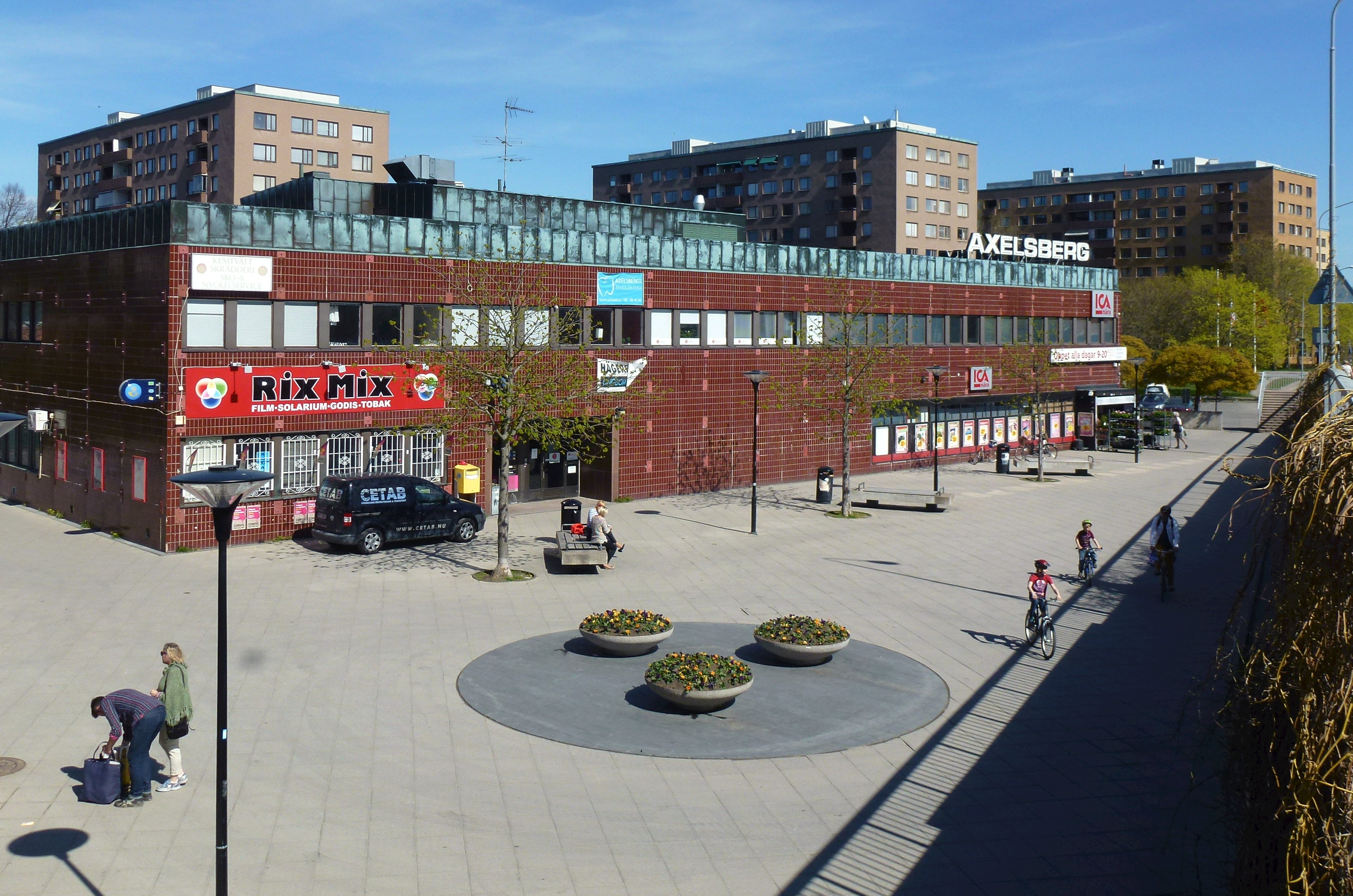
Hägerstens torg, april 2014.

Hägerstens torg, även kallat Axelsbergs centrum, är en centrumanläggning beläget i Axelsberg i stadsdelen Hägersten i Söderort inom Stockholms kommun.
Vid torget finns det vanliga utbudet av närservice med diverse butiker. Centrumbyggnaden är uppförd i modernistisk stil med fasader klädda i mörkröda keramikplattor. Mot väst vidtar ett affärs- och bostadshus, mot nord finns en vändplan, en gångväg, några lövträd och Hägerstens Allé. Mot ost vidtar en betongmur, en nedfartsramp och en parkeringsplats. Söder om Hägerstens torg finns en kort gångtunnel under Selmedalsvägen och en gångväg som leder förbi Axelsbergs tunnelbanestation och vidare till Axelsbergs torg.